# Tibble, Kungsängen
Tibble är ett bostadsområde i västra delen av tätorten Kungsängen i Upplands-Bro kommun. Tibble var tidigare en by i Stockholms-Näs socken som 1970 klassades som en tätort i Upplands-Bro landskommun för att slutligen 1985 ha vuxit samman med Kungsängen. 
Väster om Tibble ligger Lillsjön med Lillsjöbadet och Lillsjötoppen.

## Historia
Längs Enköpingsvägen i Tibbles södra utkant finns två järnåldersgravfält som troligen har ett samband med en gård på platsen.
1382 förekommer en Jon Finvidsson i Tibble ('Tibille') som faste vid Bro häradsting. Detta Tibble kan dock även avse Tibble i Låssa eller Västra Ryds socknar. 1385 tillkännagav dock ärkebiskopen att Uppsala domkyrka fått 4 öresland i Tibble donerat av Karl Magnusson (Örnfot) och Magnus Kase. Detta avser med säkerhet den här byn. Jorden kom dock aldrig domkyrkan tillhanda, och 1387 bytte man i stället till sig 2 öresland i byn. 1400 och 1453 erhåller domkyrkan ytterligare jord i Tibble. 1540 omfattade byn 2 mantal skatte och 2 mantal kyrkojord, samt ett prebendehemman. Det ena kyrkohemmanet var prästgården i Stockholms-Näs socken, belägen där idag Ekhammarskolan ligger. Det andra kyrkohemmanet, som donerats av Karl Magnusson (Eka) drogs in av Gustav Vasa och gjordes till hans privata jord.
I Tibble fanns åtminstone från 1636 en gästgivargård. Från 1739 till slutet av 1800-talet var Bro härads tingsplats belägen här i gästgivaregården, från början av 1800-talet i en för ändamålet uppförd flygelbyggnad. Tingshuset är den enda byggnad som bevarats av gästgivaregården. I området finns även bevarade rester av hållstallet, soldattorpet och postgården. Postgården fungerade som hållplats för postdiligensen längs landsvägen och lokalt postkontor. Fram till slutet av 1800-talet var detta centrum för den då fortfarande mycket lantliga bebyggelsen i Stockholms-Näs socken, dagens Kungsängen. När gästgiveriet och postgården lades ned till följd av järnvägens ankomst blev Tibble gård åter huvudsakligen ett lantbruk, och flera ekonomibyggnader och bostadshus uppfördes vid denna tid. I området kring Tibble gård finns den gamla Enköpingsvägen från mitten av 1800-talet bevarad som en grusväg, här kallad Tibble Gårdsväg och Diligensvägen.
Under 1960-talet uppfördes stora bostadsområden med kommunal service och butiker i Tibble i området kring Granhammarsvägen och Tibble torg. På 1970-talet tillkom motorvägen E18 och småhusbebyggelsen i de norra och västra utkanterna av Tibble och i Brunna. Då uppfördes även ett nytt kommunhus för Upplands-Bro kommun, som tidigare haft Bro som centralort. På 1980-talet tillkom nya angränsande villaområden, bland annat i Sylta. Under 2000-talet har nya bostadsområden och ett handelsområde tillkommit vid Norrboda i anslutning till Brunnaavfarten på E18.